# Thryallis ocellatus
Thryallis ocellatus là một loài bọ cánh cứng trong họ Cerambycidae.